# Apparato uro-genitale
L'apparato uro-genitale (o apparato genito-urinario) è formato da due ulteriori apparati: l'apparato urinario e l'apparato genitale. I due apparati vengono spesso raggruppati insieme a causa della loro vicinanza, la loro comune origine embriologica e per l'utilizzo di strutture comuni, come l'uretra maschile. Inoltre, a causa della loro vicinanza, in caso di disturbi, i due sistemi vengono ripresi insieme attraverso le tecniche radiologiche.

## Sviluppo
Gli organi urinari e riproduttivi vengono sviluppati dal mesoderma intermedio. Gli organi permanenti dell'adulto sono preceduti da strutture puramente embrionali che, ad eccezione dei dotti, scompaiono quasi completamente prima della fine della vita fetale. Le strutture embrionali sono il pronefro, il mesonefro, il metanefro del rene, i dotti di Wolff e i condotti di Muller. Il pronefro scompare molto presto; gli elementi strutturali del mesonefro degenerano, facendo sviluppare al loro posto le gonadi, mentre il dotto Wolffiano viene mantenuto nei maschi, e il Mülleriano nelle femmine. Alcuni dei tubuli del mesonefro formano poi parte del rene permanente.

## Apparato urinario
L'apparato urinario è l'insieme di organi e di strutture finalizzati all'escrezione dell'urina o di altri prodotti del catabolismo. La funzione principale dell'apparato urinario è l'eliminazione dei rifiuti metabolici, principalmente dei composti azotati.
Nell'essere umano, l'apparato è rappresentato da i reni, i canali escretori (ureteri), la vescica e l'uretra.

## Apparato genitale
L'apparato genitale è l'insieme degli organi fisiologici preposti alla riproduzione. A differenza della maggior parte degli apparati, vi sono significative differenze tra i sessi, almeno per quanto riguarda le specie differenziate.
Il sistema riproduttivo umano prevede la fecondazione interna tramite rapporti sessuali, ed è composto dalle gonadi, rappresentate dai testicoli nei maschi e dalle ovaie nelle femmine; gli organi genitali esterni; i gonodotti.

## Patologia
Le malattie del sistema genito-urinario comprendono una serie di disturbi, sia asintomatici che sintomatici. Le cause di questi disturbi includono anomalie congenite, malattie infettive, traumi o condizioni che coinvolgono le strutture urinarie solo secondariamente. I microrganismi patogeni possono penetrare le membrane mucose che rivestono il tratto genitourinario.
Tra le malformazioni urogenitali ricordiamo: 
- l'isospadia, ovvero un incompleto e anomalo sviluppo dell'uretra e del pene;
- l'epispadia, un raro tipo di malformazione in cui l'uretra termina in un'apertura sulla parte superiore del pene o della vulva.
- il varicocele, una patologia varicosa che interessa il sistema vascolare del testicolo, caratterizzata da dilatazione e incontinenza delle vene testicolari.